# Abu’l-Barakat
Abu’l-Barakat Hibat Allah ibn Malka al-Baghdadi (ur. 1077 w Balad koło Mosulu, zm. 1164/65 Bagdad) – arabski filozof i lekarz pochodzenia żydowskiego.

## Życiorys
Na islam przeszedł w późnym wieku otrzymując przydomek Auhad az-Zaman (Jedyny [swojego] czasu). Był nadwornym lekarzem kalifa i sułtanów z dynastii Seldżukidów.
Wygłaszał oryginalne poglądy filozoficzne dość odbiegające od nauk islamu co zostało przedstawione w jego głównym dziele filozoficznym Kitab al-mu'tabar (Księga tego, co zostało zbadane). Jest autorem komentarza do Księgi Koheleta, jednej z ksiąg Starego Testamentu o dużym znaczeniu filozoficznym.